# Unterseeboot UB-70
Pour les autres navires du même nom, voir Unterseeboot 70.
L'Unterseeboot UB-70 est un sous-marin (U-Boot) allemand de type UB III utilisé par la Kaiserliche Marine pendant la Première Guerre mondiale. Il est mis en service dans la marine impériale allemande le 29 octobre 1917.
L'UB-70 servait en mer Méditerranée lorsqu’il partit pour sa dernière patrouille le 16 avril 1918. On entendit parler de lui pour la dernière fois le 5 mai 1918, lorsqu’il se présenta à l’est de Gibraltar. On ne l’a plus jamais vu ni entendu. Tout son équipage de 33 hommes a été perdu.

## Conception
Comme tous les sous-marins de type UB III, l'UB-70 avait un déplacement de 513 tonnes en surface et de 647 tonnes en immersion. Ses moteurs lui permettaient de naviguer à 13,2 nœuds (24,4 km/h) en surface et à 7,6 nœuds (14,1 km/h) en immersion. Il avait une autonomie de 9090 milles marins (16830 km) à sa vitesse de croisière. L'UB-70 transportait 10 torpilles et était armé d’un canon de pont de 8,8 cm. L'UB-70 avait un équipage pouvant compter jusqu’à 3 officiers et 31 hommes. 

## Carrière
L'UB-70 a été construit par Friedrich Krupp Germaniawerft à Kiel. Après un peu moins d’un an de construction, il a été lancé à Kiel le 17 août 1917. L'UB-70 a été mis en service plus tard la même année sous le commandement du Kapitänleutnant Johannes Remy.

## Affectations
- Flottille I : de date inconnue au 5 mai 1918[3]

## Commandants
- Kapitänleutnant Johannes Remy[5] du 29 octobre 1917 au 5 mai 1918

## Navires coulés
| Date       | Nom      | Nationalité | Tonnage | Destin. |
| ---------- | -------- | ----------- | ------- | ------- |
| 2 mai 1918 | Valdivia | France      | 1794    | Coulé   |